# Hans Rebele
Hans Rebele (26. ledna 1943, Mnichov – 4. ledna 2023, Mnichov) byl německý fotbalista, útočník. 

## Fotbalová kariéra
Začínal v týmu TSV 1860 München, se kterým v roce 1966 získal německý mistrovský titul a v roce 1964 DFB-Pokal. Celkem v německé bundeslize nastoupil ve 115 utkáních a dal 23 gólů. Dále hrál za rakouský FC Wacker Innsbruck, se kterým získal v letech 1973 a 1975 double. V Poháru mistrů evropských zemí nastoupil v 5 utkáních, v Poháru vítězů pohárů nastoupil v 6 utkáních a dal 3 góly, ve Veletržním poháru nastoupil v 9 utkáních a dal 5 gólů a v Poháru UEFA nastoupil ve 2 utkáních . Za reprezentaci Německa nastoupil v roce 1965 ve 2 utkáních. 

## Ligová bilance
| Ročník                                    | Zápasy | Góly | Klub                |
| ----------------------------------------- | ------ | ---- | ------------------- |
| Fußball-Oberliga Süd 1961/1962            | 11     | 1    | TSV 1860 München    |
| Fußball-Oberliga Süd 1962/1963            | 15     | 5    | TSV 1860 München    |
| Německá fotbalová Bundesliga 1963/1964    | 7      | 1    | TSV 1860 München    |
| Německá fotbalová Bundesliga 1964/1965    | 6      | 2    | TSV 1860 München    |
| Německá fotbalová Bundesliga 1965/1966    | 22     | 5    | TSV 1860 München    |
| Německá fotbalová Bundesliga 1966/1967    | 29     | 8    | TSV 1860 München    |
| Německá fotbalová Bundesliga 1967/1968    | 22     | 2    | TSV 1860 München    |
| Německá fotbalová Bundesliga 1968/1969    | 29     | 5    | TSV 1860 München    |
| 2. německá fotbalová Bundesliga 1970/1971 | 36     | 5    | TSV 1860 München    |
| 2. německá fotbalová Bundesliga 1971/1972 | 31     | 8    | TSV 1860 München    |
| Rakouská fotbalová Bundesliga 1972/1973   | 28     | 2    | FC Wacker Innsbruck |
| Rakouská fotbalová Bundesliga 1973/1974   | 25     | 5    | FC Wacker Innsbruck |
| Rakouská fotbalová Bundesliga 1974/1975   | 27     | 1    | FC Wacker Innsbruck |
| CELKEM Německá fotbalová Bundesliga       | 115    | 23   |                     |
| CELKEM Fußball-Oberliga Süd               | 26     | 6    |                     |
| CELKEM Rakouská fotbalová Bundesliga      | 80     | 8    |                     |